# Radioactive (песня Imagine Dragons)
Radioactive (с англ. — «Радиоактивный») — песня американской рок-группы Imagine Dragons из их 1-го студийного альбома Night Visions, впервые появившаяся на радио 29 октября 2012 года.
Песня получила премию Грэмми в категории Лучшее рок исполнение на церемонии 26 января 2014 года, а также номинирована как Лучшая запись года. Журнал Rolling Stone назвали сингл «Radioactive» самым большим рок-хитом года.
Песня получила положительные отзывы критиков, которые высоко оценили постановку, текст и вокал, назвав её изюминкой альбома. Из-за интенсивной ротации в различных рекламных роликах и трейлерах песня стала крупным хитом, достигнув 3-го места в американском чарте Billboard Hot 100. Она также стала третьей самой продаваемой песней в этой стране в 2013 году и побила рекорд по самому медленному восхождению в топ-5 в истории чартов, в настоящее время она удерживает рекорд по большинству недель, проведённых в Billboard Hot 100 ― 87 недель. Песня также заняла 1-е место в Швеции и вошла в топ-20 в нескольких странах, включая Австралию, Канаду, Новую Зеландию и Великобританию, став самым успешным синглом Imagine Dragons на сегодняшний день. С тех пор он был сертифицирован бриллиантовым в США, что делает его одним из самых продаваемых синглов всех времён.

## История
Песня впервые появилась на радио 2 апреля 2012 года. Radioactive дебютировала на № 96 в хит-параде Billboard Hot 100 после релиза альбома Night Visions в сентябре 2012 и долгое время находилась в нижней части чарта. Лишь в апреле 2013 года песня вошла в десятку лучших и достигла места № 7. Песня 23 недели (рекордный показатель) была № 1 в рок-чарте Hot Rock Songs. Был поставлен абсолютный рекорд за всю более чем полувековую рок-историю по наибольшему времени нахождения в общенациональном хит-параде США: 87 недель в Billboard Hot 100 (май 2014).
Сингл стал третьим бестселлером по итогам 2013 года с продажами 5,496,000 копий за год, заняв место № 3 в итоговом американском чарте Billboard Hot 100 за 2013 год вслед за «Thrift Shop» и «Blurred Lines». К июлю 2015 года тираж достиг 7,8 млн цифровых копий в США, сделав его 5-м за всю цифровую эру SoundScan (с 1991) лучшей по этому показателю рок-песней в США.

## Участники записи
Источник: Night Visions.
Группа Imagine Dragons
- Дэн Рэйнольдс — вокал
- Уэйн Сермон (Wayne Sermon) — гитара, бэк-вокал
- Бен МакКи (Ben McKee) — бас-гитара, синтезатор, бэк-вокал
- Дэн Платцман (Daniel Platzman) — ударные, драм-машина, бэк-вокал

Дополнительные музыканты
- J Browz — гитара

Дополнительный персонал
- Александр Грант — соавтор, продюсер
- Джош Моссер (Josh Mosser) — соавтор
- Манни Маррокуин (Manny Marroquin) — микширование
- Джо ЛаПорта (Joe LaPorta) — мастеринг

## Чарты
| Чарт (2012—2015)                                     | Высшая позиция |
| ---------------------------------------------------- | -------------- |
| Австралия (ARIA)                                     | 6              |
| Австрия (Ö3 Austria Top 40)                          | 4              |
| Бельгия/Фландрия (Ultratip Bubbling Under)           | 11             |
| Бельгия/Валлония (Ultratop 50)                       | 13             |
| Канада (Billboard Canadian Hot 100)                  | 5              |
| Канада (Billboard AC)                                | 33             |
| Канада (Billboard CHR/Top 40)                        | 7              |
| Канада (Billboard Hot AC)                            | 10             |
| Канада (Billboard Rock)                              | 7              |
| Чехия (Rádio — Top 100)                              | 11             |
| Чехия (Singles Digitál Top 100)                      | 8              |
| Дания (Tracklisten)                                  | 6              |
| Франция (SNEP)                                       | 28             |
| Германия (GfK)                                       | 4              |
| Венгрия (Single Top 40)                              | 24             |
| Ирландия (IRMA)                                      | 16             |
| Италия (FIMI)                                        | 11             |
| Япония (Billboard Japan Hot 100)                     | 77             |
| Lebanon (Lebanese Top 20)                            | 13             |
| Люксембург (Billboard Luxembourg Digital Song Sales) | 3              |
| Нидерланды (Single Top 100)                          | 42             |
| Новая Зеландия (Recorded Music NZ)                   | 4              |
| Норвегия (VG-lista)                                  | 2              |
| Шотландия (OCC Scotland)                             | 13             |
| Словакия (Singles Digitál Top 100)                   | 40             |
| Slovenia (SloTop50)                                  | 33             |
| Испания (PROMUSICAE)                                 | 22             |
| Швеция (Sverigetopplistan)                           | 1              |
| Швейцария (Schweizer Hitparade)                      | 5              |
| Великобритания (OCC UK Singles)                      | 12             |
| США (Billboard Hot 100)                              | 3              |
| США (Billboard Hot Rock & Alternative Songs)         | 1              |
| США (Billboard Rock & Alternative Airplay)           | 1              |
| США (Billboard Adult Contemporary)                   | 20             |
| США (Billboard Adult Pop Airplay)                    | 2              |
| США (Billboard Dance/Mix Show Airplay)               | 15             |
| США (Billboard Pop Airplay)                          | 2              |
| США (Billboard Rhythmic)                             | 32             |

| Чарт (2012)                | Позиция |
| -------------------------- | ------- |
| Sweden (Sverigetopplistan) | 72      |

| Чарт (2013)                            | Позиция |
| -------------------------------------- | ------- |
| Australia (ARIA)                       | 20      |
| Austria (Ö3 Austria Top 40)            | 14      |
| Canada (Canadian Hot 100)              | 9       |
| Germany (Media Control AG)             | 9       |
| New Zealand (Recorded Music NZ)        | 7       |
| Sweden (Sverigetopplistan)             | 15      |
| Switzerland (Schweizer Hitparade)      | 24      |
| UK Singles (Official Charts Company    | 30      |
| US Billboard Hot 100                   | 3       |
| US Hot Rock Songs (Billboard)          | 1       |
| US Rock Airplay (Billboard)            | 1       |
| US Adult Alternative Songs (Billboard) | 22      |
| US Adult Pop Songs (Billboard)         | 10      |
| US Alternative Songs (Billboard)       | 1       |
| US Pop Songs (Billboard)               | 7       |

| Чарт (2014)                    | Позиция |
| ------------------------------ | ------- |
| Belgium (Ultratop 50 Wallonia) | 31      |
| Canada (Canadian Hot 100)      | 77      |
| Italy (FIMI)                   | 60      |
| US Billboard Hot 100           | 57      |
| US Hot Rock Songs (Billboard)  | 9       |

| Чарт                 | Позиция |
| -------------------- | ------- |
| US Billboard Hot 100 | 142     |

## Сертификация
| Регион | Сертификация   | Продажи    |
| --- | -------------- | ---------- |
| Австралия (ARIA) | 10× Платиновый | 700 000    |
| Австрия (IFPI Austria) | 2× Платиновый  | 60 000*    |
| Бельгия (BEA) | Золотой        | 15 000*    |
| Канада (Music Canada) | Бриллиантовый  | 800 000    |
| Дания (IFPI Danmark) | Золотой        | 15 000^    |
| Дания (IFPI Danmark) · Streaming | 4× Платиновый  | 7 200 000  |
| Германия (BVMI) | 4× Платиновый  | 1 200 000  |
| Италия (FIMI) | 4× Платиновый  | 200 000    |
| Мексика (AMPROFON) | Платиновый     | 60 000*    |
| Новая Зеландия (RMNZ) | 3× Платиновый  | 45 000*    |
| Норвегия (IFPI Norway) | 5× Платиновый  | 50 000*    |
| Швеция (GLF) | 6× Платиновый  | 240 000    |
| Швейцария (IFPI Switzerland) | Платиновый     | 30 000^    |
| Великобритания (BPI) | 4× Платиновый  | 2 400 000  |
| США (RIAA) | 16× Платиновый | 16 000 000 |
| * Данные о продажах приведены только на основе сертификации. · ^ Данные о тиражах приведены только на основе сертификации. · Данные о продажах + прослушиваниях приведены только на основе сертификации. · Данные только о прослушиваниях приведены на основе сертификации. |                |            |

## Награды и номинации
| Год  | Церемония                        | Награда                                  | Результат |
| ---- | -------------------------------- | ---------------------------------------- | --------- |
| 2013 | MuchMusic Video Awards           | Лучшее международное видео года (Группы) | Номинация |
| 2013 | Teen Choice Awards               | Choice Rock Song                         | Победа    |
| 2013 | MTV Video Music Awards           | За лучшее рок-видео                      | Номинация |
| 2013 | UK Festival Awards               | Anthem of the Summer                     | Номинация |
| 2014 | Billboard Music Awards           | Top Hot 100 Song                         | Номинация |
| 2014 | Billboard Music Awards           | Top Digital Song                         | Номинация |
| 2014 | Billboard Music Awards           | Top Streaming Song                       | Победа    |
| 2014 | Billboard Music Awards           | Top Rock Song                            | Номинация |
| 2014 | People’s Choice Awards           | Favorite Song                            | Номинация |
| 2014 | Премия Грэмми                    | Лучшая запись года                       | Номинация |
| 2014 | Премия Грэмми                    | Лучшее рок исполнение                    | Победа    |
| 2014 | Музыкальные премии iHeartRadio   | Song of the Year                         | Номинация |
| 2014 | International Dance Music Awards | Best Alternative/Indie Rock Dance Track  | Победа    |

### Итоговые списки
| Публикация        | Страна         | Список                                       | Год  | Ранг |
| ----------------- | -------------- | -------------------------------------------- | ---- | ---- |
| Nielsen SoundScan | США            | The 15 Most Downloaded Songs in Rock History | 2015 | 1    |
| Pandora Radio     | В мире         | Most Liked Tracks of All Time (World)        | 2015 | 3    |
| Spotify           | США            | Most Streamed Tracks of 2013 (U.S.)          | 2013 | 1    |
| Spotify           | Великобритания | Most Streamed Tracks of 2013 (U.K.)          | 2013 | 4    |
| Bing              | США            | Most Searched Tracks of 2013 (U.S.)          | 2013 | 4    |
| Bing              | Канада         | Most Searched Tracks of 2013 (CAN)           | 2013 | 5    |
| Google            | В мире         | Most Searched Songs of 2013 (World)          | 2013 | 10   |
| Rdio              | В мире         | Top Global Tracks                            | 2013 | 4    |
| Rdio              | США            | Top U.S. Tracks                              | 2013 | 2    |
| SoundHound        | В мире         | Top Songs of 2013                            | 2013 | 7    |
| 105.7 The Point   | США            | Top 105 of 2013                              | 2013 | 1    |
| 106.7 KROQ        | США            | KROQ’s Top 50 Songs Of 2013                  | 2013 | 1    |

## Ремиксы и кавер-версии
Песню «Radioactive» исполняли различные певцы и группы. Из успешных версий можно выделить исполнение американской скрипачкой Линдси Стирлинг с техасской группой а капелла Pentatonix. Запись появилась на канале Стирлинг на YouTube и впоследствии получила премию YouTube Award 2013 года. По состоянию на февраль 2023 года видео набрало более 190 миллионов просмотров.
Американский продюсерский дуэт Synchronice выпустил мелодичный дабстеп-ремикс песни, который собрал более 20 млн прослушиваний на YouTube и более 15 млн прослушиваний на их собственной странице SoundCloud.
«Radioactive» в исполнении The Dirty Tees стала частью саундтрека фильма 2013 года Гостья.
Американская певица Мэдилин Бейли записала акустический кавер, который достиг 36-го места в SNEP, официальном французском чарте синглов, в июне 2015 года.
Группа Bullet for my Valentine исполнила песню в Делюкс-версии альбома "Gravity" в 2017 г.